# Villa Raiola Scarinzi
Die Villa Raiola Scarinzi ist ein Landhaus aus dem 18. Jahrhundert im Viertel San Giovanni a Teduccio von Neapel in der italienischen Region Kampanien. Sie liegt am Corso San Giovanni a Teduccio und zählt zu den Villen der Miglio d’oro.

## Geschichte und Beschreibung
Der Komplex stammt zwar aus dem 18. Jahrhundert, wurde aber im darauf folgenden Jahrhundert radikal umgebaut.
Sehr interessant sind aus architektonischer Sicht die Innenräume: Eine große, elegante Treppe im Innenhof zeigt eine Kreuzung von Bögen in der Nähe der Galerien.